# Better Love
A Better Love (magyarul: Jobb szerelem) Katerine Duska görög-kanadai énekesnő dala, amellyel Görögországot képviselte a 2019-es Eurovíziós Dalfesztiválon, Tel-Avivban. A dal belső kiválasztás során nyerte el a dalversenyen való indulás jogát.

## Eurovíziós Dalfesztivál
A dalt az Eurovíziós Dalfesztiválon először a május 14-i első elődöntőben adta elő, fellépési sorrendben tizenhatodikként a Portugáliát képviselő Conan Osíris Telemóveis című dala után és a San Marinót képviselő Serhat Say Na Na Na című dala előtt. Az elődöntőből az ötödik helyen jutott tovább a május 18-i döntőbe, ahol fellépési sorrendben tizenharmadikként lépett fel, a Hollandiát képviselő Duncan Laurence Arcade című dala után és az Izraelt képviselő Kobi Marimi Home című dala előtt. A pontozás során a zsűri szavazáson összesítésben a tizennegyedik helyen végzett 50 ponttal (Ciprustól maximális pontot kapott), míg a nézői szavazáson a huszonegyedik helyen végzett 24 ponttal (Ciprustól maximális pontot kapott), így összesítésben 74 ponttal a verseny huszonegyedik helyezettje lett.
A következő görög induló Stefania SUPERG!RL című dala lett volna a 2020-as Eurovíziós Dalfesztiválon.

## Külső hivatkozások
- Dalszöveg
- A dal videoklippje. YouTube-videó, Eurovision Song Contest, 2019. március 9.